# Christos Donis
Christos Donis (Grieks: Χρήστος Δώνης; Athene, 9 oktober 1994) is een Grieks voetballer die doorgaans als middenvelder speelt.

## Clubcarrière
Donis doorliep de jeugdopleiding van Panathinaikos waar hij in het eerste elftal debuteerde op 29 november 2012 tijdens een bekerduel tegen Proodeftiki, als invaller voor Lazaros Christodoulopoulos. Bij zijn competitiedebuut op 18 december 2013 in een met 0-4 gewonnen uitwedstrijd bij Levadiakos scoorde hij direct een doelpunt na zijn invalbeurt voor Nikos Karelis. In februari 2016 werd de middenvelder door Panathinaikos uitgeleend aan FC Lugano, waar hij teamgenoot werd van zijn jongere broer Anastasios. In het seizoen 2016-17 kwam Donis op huurbasis uit voor PAS Giannina en Iraklis. Na afloop van de huurperiode keerde Donis terug naar Panathinaikos waar hij uiteindelijk zou uitgroeien tot een vaste waarde op het middenveld. Op 16 september 2020 tekende hij een driejarig contract bij Ascoli. Bij de club uit Serie B slaagde hij er niet in om een vaste basisplaats te veroveren, waarna hij in januari 2021 voor de rest van het seizoen werd verhuurd aan VVV-Venlo. De Venlose eredivisionist bedong daarbij een optie tot koop. Op de laatste dag van dezelfde transferwindow trok VVV-Venlo tevens zijn broer Anastasios aan. Mede vanwege blessureleed kwam de Griekse middenvelder er slechts in negen competitiewedstrijden in actie, waarin hij eenmaal scoorde. Na de degradatie in 2021 besloot VVV de optie tot koop niet te lichten en na een half seizoen alweer afscheid van hem te nemen. Donis keerde terug naar Ascoli, maar kwam daar niet aan spelen toe en liet in februari 2022 zijn contract ontbinden. In januari 2023 tekende de transfervrije middenvelder een contract tot het einde van het seizoen, met een optie voor twee extra seizoenen, bij Radomiak Radom dat uitkomt in de Ekstraklasa.

## Clubstatistieken
| Seizoen                                | Club            | Competitie      | Competitie | Competitie | Beker | Beker | Continentaal1 | Continentaal1 | Overig2 | Overig2 | Totaal | Totaal |
| Seizoen                                | Club            | Competitie      | Wed.       | Dlp.       | Wed.  | Dlp.  | Wed.          | Dlp.          | Wed.    | Dlp.    | Wed.   | Dlp.   |
| -------------------------------------- | --------------- | --------------- | ---------- | ---------- | ----- | ----- | ------------- | ------------- | ------- | ------- | ------ | ------ |
| 2012/13                                | Panathinaikos   | Super League    | 0          | 0          | 2     | 0     | 0             | 0             | —       | —       | 2      | 0      |
| 2013/14                                | Panathinaikos   | Super League    | 11         | 1          | 5     | 1     | —             | —             | 2       | 0       | 18     | 2      |
| 2014/15                                | Panathinaikos   | Super League    | 18         | 0          | 5     | 0     | 7             | 0             | 3       | 0       | 33     | 0      |
| 2015/16                                | Panathinaikos   | Super League    | 0          | 0          | 0     | 0     | 0             | 0             | —       | —       | 0      | 0      |
| 2015/16                                | → FC Lugano     | Super League    | 1          | 0          | 0     | 0     | —             | —             | —       | —       | 1      | 0      |
| 2015/16                                | → FC Lugano U21 | 2. Liga Inter   | 2          | 1          | —     | —     | —             | —             | —       | —       | 2      | 1      |
| 2016/17                                | → PAS Giannina  | Super League    | 3          | 0          | 3     | 1     | 4             | 0             | —       | —       | 10     | 1      |
| 2016/17                                | → Iraklis       | Super League    | 15         | 4          | 0     | 0     | —             | —             | —       | —       | 15     | 4      |
| 2017/18                                | Panathinaikos   | Super League    | 19         | 1          | 4     | 0     | 3             | 0             | —       | —       | 26     | 1      |
| 2018/19                                | Panathinaikos   | Super League    | 25         | 1          | 2     | 0     | —             | —             | —       | —       | 27     | 1      |
| 2019/20                                | Panathinaikos   | Super League    | 23         | 1          | 5     | 1     | —             | —             | 3       | 0       | 31     | 2      |
| 2020/21                                | Ascoli          | Serie B         | 5          | 0          | 1     | 0     | —             | —             | —       | —       | 6      | 0      |
| 2020/21                                | VVV-Venlo       | Eredivisie      | 9          | 1          | 2     | 0     | —             | —             | —       | —       | 11     | 1      |
| 2021/22                                | Ascoli          | Serie B         | 0          | 0          | 0     | 0     | —             | —             | —       | —       | 0      | 0      |
| 2022/23                                | Radomiak Radom  | Ekstraklasa     | 15         | 0          | 0     | 0     | —             | —             | —       | —       | 15     | 0      |
| 2023/24                                | Radomiak Radom  | Ekstraklasa     | 28         | 1          | 0     | 0     | —             | —             | —       | —       | 28     | 1      |
| 2024/25                                | Radomiak Radom  | Ekstraklasa     | 14         | 0          | 2     | 0     | —             | —             | —       | —       | 16     | 0      |
| Carrière totaal                        | Carrière totaal | Carrière totaal | 188        | 11         | 31    | 3     | 14            | 0             | 8       | 0       | 241    | 14     |
| Bijgewerkt tot en met 26 december 2024 |                 |                 |            |            |       |       |               |               |         |         |        |        |

## Erelijst
Panathinaikos
- Griekse voetbalbeker: 2014

## Interlandcarrière
Donis kwam uit voor diverse Griekse nationale jeugdselecties. Hij debuteerde op 5 januari 2012 in het Grieks voetbalelftal onder 18 jaar in een met 5-1 verloren vriendschappelijke interland tegen Oekraïne, als invaller voor Nikolaos Ioannidis. Nadien speelde hij ook nog interlands namens de jeugdselecties onder 19 jaar en onder 21 jaar.